# Boudinar
Boudinar (franska: Boudinar (CR), Boudinar (Commune Rurale), arabiska: بني مرغنين) är en kommun i Marocko.   Den ligger i provinsen Driouch och regionen Oriental, 300 km öster om huvudstaden Rabat. Antalet invånare är 10 504.